# USS Patrick Gallagher (DDG-127)
El USS Patrick Gallagher (DDG-127) será el 77.º destructor de la clase Arleigh Burke (Tramo IIA) de la Armada de los Estados Unidos. Su nombre USS Patrick Gallagher honra al marine Patrick Gallagher, condecorado con la Cruz de la Armada en 1966 y caído en acción en 1967 durante la guerra de Vietnam.

## Construcción
Fue ordenado a Bath Iron Works (General Dynamics) en Bath (Maine) en 2017; y recibió su nombre asignado en 2018. Bath Iron Works se adjudicó el contrato para Patrick Gallagher el 28 de septiembre de 2017 y la construcción comenzó el 9 de noviembre de 2018. El 30 de marzo de 2022, se colocó su quilla en Bath Iron Works.